# فرانسوا غانيبان
فرانسوا غانيبان (1866-1952) (بالإنجليزية: François Gagnepain)‏ هو عالم نبات فرنسي.
الجنس النباتي الغانيبانية (الاسم العلمي:Gagnepainia) (سماها كارل موريتز شومان) من الفصيلة الزنجبيلية سمي على اسمه.